# Collectie Philippe en Marcel Wolfers
De Collectie Philippe en Marcel Wolfers is een verzameling van kunstobjecten, opgebouwd door Philippe Wolfers (1858-1929), bekend ontwerper van de art nouveau, en zijn zoon Marcel (1886-1976), beeldhouwer en lakkunstenaar. Het zijn stukken die in het huis Wolfers Frères terecht kwamen, en die ze nooit verkochten.

## Beschrijving
De collectie bestaat uit acht bijzondere juwelen,  drie beelden, vazen, ontwerptekeningen, foto’s en inventarissen. De Libel (zie afbeelding) is prominent aanwezig in de collectie en wordt beschouwd als een topwerk van Philippe Wolters. Een ander sieraad is Zwaan en slangen, te zien op het schilderij door Firmin Baes van Wolters' vrouw. Ook dit schilderij behoort tot de collectie.
Victoria met de laurierkroon (1931) van Marcel Wolfers getuigt van het raffinement van de Belgische ivoorsnijkunst. In de monumentale sculptuur Diana jachtgodin (1930) paste hij de laktechniek op sublieme wijze toe op brons. Het was te zien op belangrijke internationale tentoonstellingen.
Een belangrijke bron voor de studie van het oeuvre van beide kunstenaars vormt het door de familie geschonken archief. De Catalogue des exemplaires uniques van Philippe Wolfers samen met correspondentie en een fotocollectie met ongeveer 1400 foto’s van de fotograaf Alexandre die het werk van Philippe Wolfers voor een groot gedeelte fotografeerde.

## Achtergrond
De samenwerking tussen de familie Wolfers, de Koninklijke Musea voor Kunst en Geschiedenis, de betrokken fondsen en het Erfgoedfonds van de Koning Boudewijnstichting  heeft ervoor gezorgd dat dit erfgoed bewaard bleef.
In het Museum Kunst & Geschiedenis, deel van het KMKG, is een reconstructie gemaakt van de Magasin Wolfers. De winkel van de broers Wolfers ontworpen door Victor Horta in 1912. In deze opstelling worden de belangrijkste kunstobjecten van de verzameling opgesteld. De gereconstrueerde winkel werd gerestaureerd dankzij de inbreng van het Fonds Baillet Latour.

## Galerij

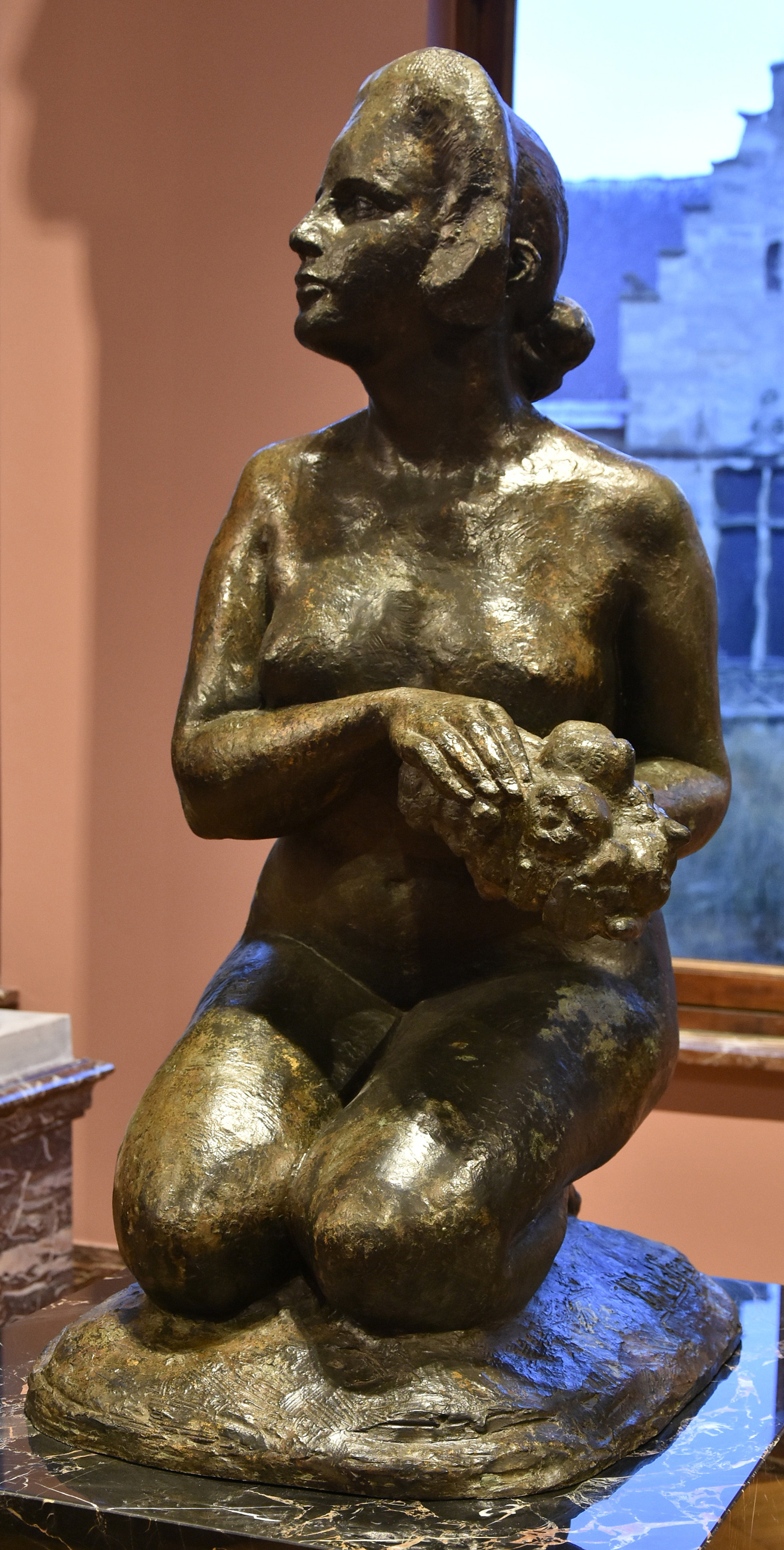
Het offer van Philippe Wolfers (1924 - brons) in het KMKG
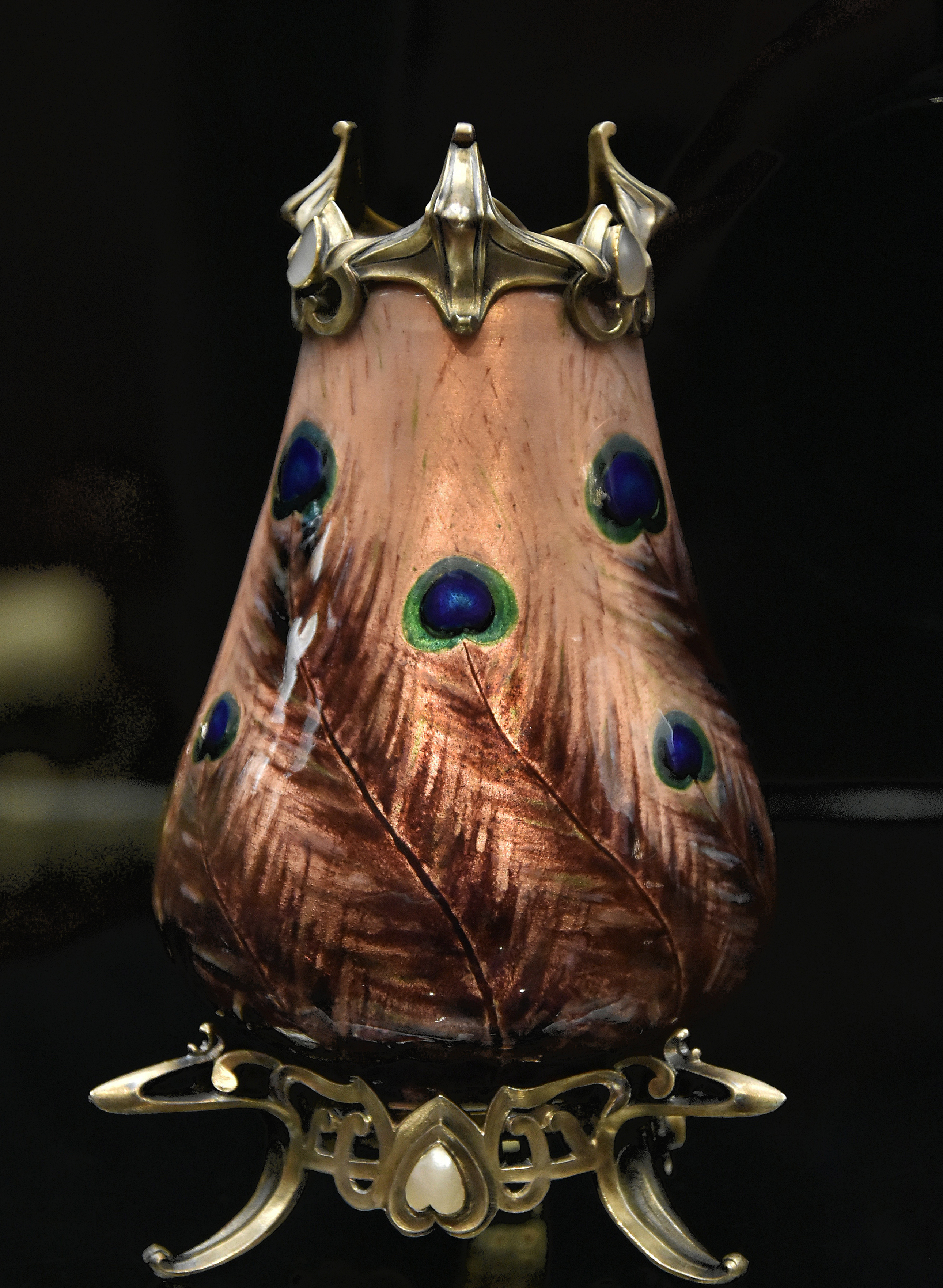
Pauwenveren, een vaas (koper, email, verguld zilver, parelmoer, turkoois) van Philippe Wolfers in het KMKG
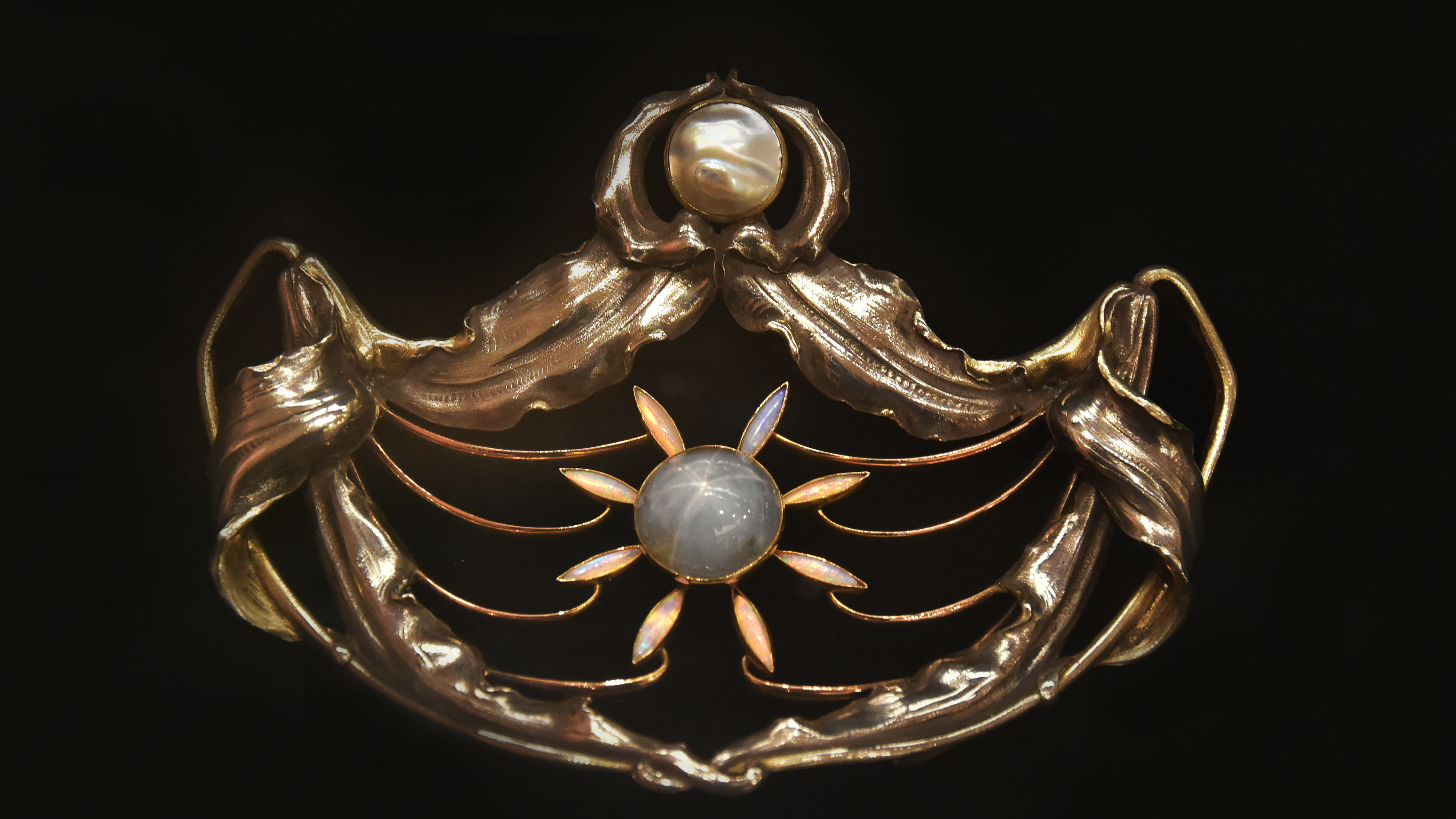
Japanse lelie, een gordelornament (goud, saffier, opalen, parelblister) van Philippe Wolfers in het KMKG
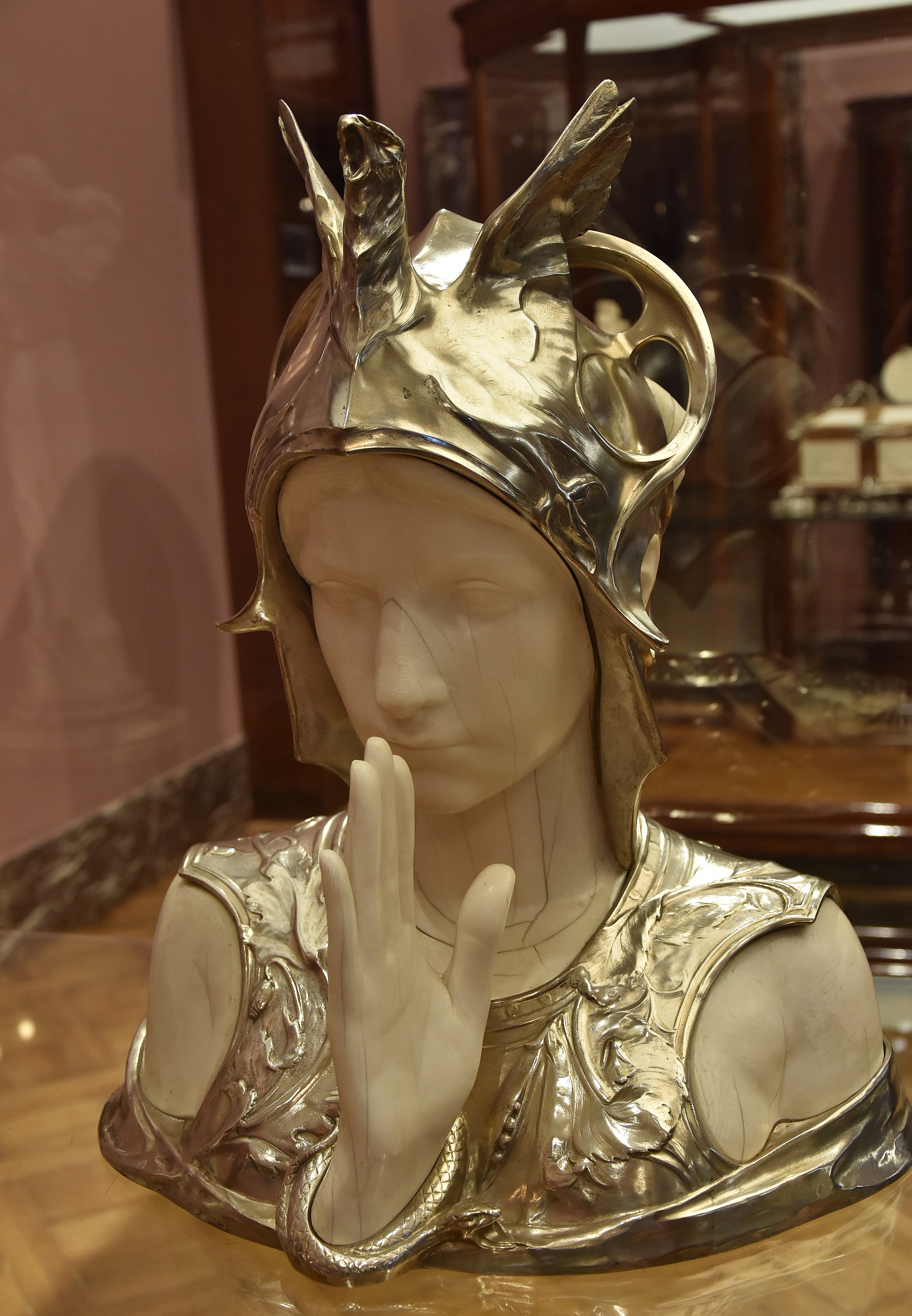
Mysterieuze sfinx (ivoor, zilver) van Charles Van der Stappen (1843-1910) in het KMKG